# Jan-Philip Glania
Jan-Philip Glania, född 8 november 1988 i Fulda, är en tysk simmare.